# Wicehrabia przepołowiony
Wicehrabia przepołowiony (org. Il visconte dimezzato) – powieść Italo Calvino z 1952 roku, pierwsza część trylogii Nasi przodkowie (org. I nostri antenatti). Utwór nawiązuje do schematu powieści gotyckiej oraz do wątku przepołowionego bohatera, pojawiającego się m.in. w noweli Doktor Jekyll i pan Hyde. 

## Zarys akcji
Akcja powieści opowiada o losach fikcyjnego, XVII-wiecznego hrabiego Medardo di Terralba, który zostaje podczas bitwy z Turkami trafiony kulą armatnią i wyniku tego dzieli się na dwie połowy. Jedna z nich jest zła i zajmuje się dręczeniem innych oraz przepoławianiem wszystkiego, druga – dobra, prześladuje innych swoją dobrocią i chęcią pomocy. Obie połowy zakochują się w tej samej kobiecie, Pameli. Hrabia Medardo zostaje scalony przez doktora Trelawneya i żeni się z ukochaną.